# Ronde van Italië 2010/Zeventiende etappe
De zeventiende etappe van de Ronde van Italië 2010 werd verreden op 26 mei 2010. Het is een heuvelachtige rit over 173 km van Bruneck naar Peio Terme. Winnaar was Damien Monier die op de slotklim wegreed uit een groep van drie.

## Uitslagen
| Uitslag etappe | Uitslag etappe      | Uitslag etappe | Uitslag etappe |
| rang           | renner              | land           | tijd           |
| -------------- | ------------------- | -------------- | -------------- |
| 1              | Damien Monier       | FRA            | 4u29'19"       |
| 2              | Danilo Hondo        | GER            | +0'36"         |
| 3              | Steven Kruijswijk   | NED            | +0'39"         |
| 4              | Daniel Moreno       | ESP            | +1'05"         |
| 5              | Steven Cummings     | GBR            | +1'18"         |
| 6              | Simone Stortoni     | ITA            | +1'48"         |
| 7              | Aleksandr Jefimkin  | RUS            | +1'55"         |
| 8              | Marco Marzano       | ITA            | +1'57"         |
| 9              | Ignatas Konovalovas | LTU            | +2'01          |
| 10             | Carlos José Ochoa   | VEN            | +2'07          |

| Algemeen klassement | Algemeen klassement  | Algemeen klassement | Algemeen klassement              | Algemeen klassement |
| rang                | renner               | land                | ploeg                            | tijd                |
| ------------------- | -------------------- | ------------------- | -------------------------------- | ------------------- |
|                     | David Arroyo         | ESP                 | Caisse d'Epargne                 | 73u11'38"           |
| 2                   | Ivan Basso           | ITA                 | Liquigas-Doimo                   | +2'27"              |
| 3                   | Richie Porte         | AUS                 | Team Saxo Bank                   | +2'44"              |
| 4                   | Cadel Evans          | AUS                 | BMC Racing Team                  | +3'09"              |
| 5                   | Carlos Sastre        | ESP                 | Cervélo                          | +4'41"              |
| 6                   | Vincenzo Nibali      | ITA                 | Liquigas-Doimo                   | +4'53"              |
| 7                   | Aleksandr Vinokoerov | KAZ                 | Astana                           | +5'12"              |
| 8                   | Michele Scarponi     | ITA                 | Diquigiovanni-Androni Giocattoli | +5'24"              |
| 9                   | Damiano Cunego       | ITA                 | Lampre-Farnese Vini              | +9'21"              |
| 10                  | Robert Kiserlovski   | CRO                 | Liquigas-Doimo                   | +9'32               |

## Nevenklassementen
| Puntenklassement | Puntenklassement     | Puntenklassement | Puntenklassement | Puntenklassement |
| rang             | renner               | land             | ploeg            | punten           |
| ---------------- | -------------------- | ---------------- | ---------------- | ---------------- |
|                  | Cadel Evans          | AUS              | BMC Racing Team  | 106              |
| 2                | Aleksandr Vinokoerov | KAZ              | Astana           | 91               |
| 3                | Vincenzo Nibali      | ITA              | Liquigas-Doimo   | 78               |

| Bergklassement | Bergklassement | Bergklassement | Bergklassement     | Bergklassement |
| rang           | renner         | land           | ploeg              | punten         |
| -------------- | -------------- | -------------- | ------------------ | -------------- |
|                | Matthew Lloyd  | AUS            | Omega Pharma-Lotto | 29             |
| 2              | Ivan Basso     | ITA            | Liquigas-Doimo     | 25             |
| 3              | Cadel Evans    | AUS            | BMC Racing Team    | 25             |

| Jongerenklassement | Jongerenklassement | Jongerenklassement | Jongerenklassement | Jongerenklassement |
| rang               | renner             | land               | ploeg              | tijd               |
| ------------------ | ------------------ | ------------------ | ------------------ | ------------------ |
|                    | Richie Porte       | AUS                | Team Saxo Bank     | 73u14'22"          |
| 2                  | Robert Kiserlovski | CRO                | Liquigas-Doimo     | +6'48"             |
| 3                  | Dario Cataldo      | ITA                | Quick Step         | +11'26"            |

| Ploegenklassement | Ploegenklassement  | Ploegenklassement | Ploegenklassement | Ploegenklassement |
| rang              | ploeg              | land              | tijd              |                   |
| ----------------- | ------------------ | ----------------- | ----------------- | ----------------- |
|                   | Liquigas-Doimo     | ITA               | 218u26'44"        |                   |
| 2                 | Rabobank           | NED               | +7'48"            |                   |
| 3                 | Omega Pharma-Lotto | BEL               | +27'12"           |                   |

## Opgave
- David Loosli (Lampre-Farnese Vini)
- Federico Canuti (Colnago-CSF Inox)
- Francesco Reda (Quick Step)

1e etappe ·
2e etappe ·
3e etappe ·
4e etappe ·
5e etappe ·
6e etappe ·
7e etappe ·
8e etappe ·
9e etappe ·
10e etappe ·
11e etappe ·
12e etappe ·
13e etappe ·
14e etappe ·
15e etappe ·
16e etappe ·
17e etappe ·
18e etappe ·
19e etappe ·
20e etappe ·
21e etappe
Startlijst · Eindstanden · Afbeeldingen